# Rivière York (Gaspé)
Pour les articles homonymes, voir York (homonymie).
La rivière York coule dans les monts Chic-Chocs, dans les territoires de Mont-Albert, ainsi que dans la ville de Gaspé, dans la municipalité régionale de comté (MRC) de La Côte-de-Gaspé, dans la région administrative de la Gaspésie-Îles-de-la-Madeleine, au Québec, au Canada. La rivière York est un affluent de la baie de Gaspé laquelle s'ouvre sur le littoral Ouest du golfe du Saint-Laurent.
La rivière York traverse successivement les cantons de Lefrançois, de Holland, de Sirois, de Fletcher, de Larocque, de Laforce, de Galt, de Baillargeon, de Baie-de-Gaspé-Sud et de York.
Cette rivière est renommée pour la pêche sportive au saumon dont l'activité est encadré par la Zec de la Rivière-York.

## Géographie
La "rivière York" prend sa source d'un petit lac (longueur : 120 m ; altitude : 557 m), situé dans le canton de Lefrançois, dans le territoire non organisé de Mont-Albert, dans les Monts Chic-Chocs (faisant partie des Monts Notre-Dame). Ce lac est situé sur le versant Sud de la ligne de partage des eaux avec le bassin versant du "ruisseau aux Cailloux" (affluent de la rivière Madeleine (La Haute-Gaspésie)) (côté Nord). L'embouchure de ce lac est situé à :
- 28,4 km au sud du littoral Sud du Golfe du Saint-Laurent ;
- 7,3 km au Nord-Est du centre du village de Murdochville ;
- 3,3 km au Sud-Est du "Mont de La Terrasse de l'Ouest" ;
- 1,3 km au Nord de la limite Nord du canton de Holland ;

À partir du lac de tête, la "rivière au York" coule sur 124,1 km, répartis selon les segments suivants :
Cours supérieur de la rivière (segment de 15,2 km)
- 1,3 km vers l'Ouest dans le canton de Lefrançois, jusqu'à la confluence d'un ruisseau (venant de l'Ouest) ;
- 1,0 km vers le Sud, jusqu'à la limite du canton de Holland ;
- 1,9 km vers le Sud-Est dans le canton de Holland, jusqu'à la décharge du Quatrième lac York ;
- 0,5 km vers le Sud-Est, jusqu'à la rive nord du Lac York ;
- 3,8 km vers le Sud en traversant le lac York (altitude : 465 m) sur sa pleine longueur, jusqu'au barrage érigé à son embouchure ;
- 1,8 km, vers le Sud, jusqu'au pont de la route 198 ;
- 1,3 km vers le Sud-Est, en traversant sur 0,4 km vers le sud un petit lac (longueur : 0,8 km ; altitude : 449 m) ;
- 3,6 km vers le Sud, jusqu'à la confluence du ruisseau Miller (venant du nord-ouest) ;

Cours intermédiaire de la rivière en aval du ruisseau Miller (segment de 26,7 km)
- 2,4 km vers le Sud-Est, jusqu'à la confluence du ruisseau Brannan (venant du sud-ouest) ;
- 3,7 km vers le Sud-Est, jusqu'à la confluence du ruisseau Yvon (venant de l'ouest) ;
- 10,0 km vers le Sud-Est, en serpentant jusqu'à la "décharge de la Loutre" (venant du nord) ;
- 1,5 km vers le Sud-Est, en serpentant jusqu'à la limite ouest du canton de Fletcher ;
- 2,9 km vers le Sud-Est dans le canton de Fletcher, en serpentant jusqu'à la limite ouest du canton de Sirois (comté de Gaspé-Est) ;
- 3,5 km vers le Sud-Est dans le canton de Sirois, en serpentant jusqu'au pont routier ;
- 1,9 km vers l'Est, jusqu'à confluence du ruisseau Stanley ;
- 0,8 km vers le Nord, jusqu'à la limite du canton de Fletcher ;

Cours intermédiaire de la rivière à partir de la limite du canton de Fletcher (segment de 45,1 km)
- 1,3 km vers le Nord dans le canton de Fletcher, jusqu'à la confluence du ruisseau Tom (venant de l'Est) ;
- 7,7 km vers le Nord-Est, jusqu'à confluence du ruisseau du Castor (venant du Sud-Ouest) ;
- 3,8 km vers le Nord-Est, jusqu'à la confluence du ruisseau Whitehouse (venant du Nord-Ouest) ;
- 3,6 km vers le Nord-Est, jusqu'à la confluence du Basque (venant du Nord) ;
- 2,8 km vers l'Est, jusqu'à la confluence du ruisseau Patch (venant du Nord) ;
- 8,8 km vers le Sud, en recueillant les eaux du ruisseau Random Hill (venant du Nord-Est) et du ruisseau Bear (venant de l'Est), jusqu'à un pont routier ;
- 1,2 km vers le Sud-Est, jusqu'à la confluence du ruisseau Punchill (venant du Nord) ;
- 2,7 km vers le Sud-Est, jusqu'à limite du canton de Laforce ;
- 9,4 km vers le Sud-Est, en serpentant jusqu'à la confluence du ruisseau Édouard (venant de l'ouest) ;
- 3,8 km vers l'Est, en formant une grande courbe vers le Sud, jusqu'à la confluence du ruisseau des Étroits (venant du Nord) ;

Cours inférieur de la rivière (segment de 37,1 km)
- 1,4 km vers l'Est, jusqu'à la confluence du ruisseau Dinner Island (venant du Sud-Ouest) ;
- 6,5 km vers le Nord-Est, jusqu'à la confluence de la rivière Mississippi (Gaspé) ;
- 1,6 km vers l'Est, jusqu'à la confluence de La Grande Fourche (rivière York) ;
- 1,8 km vers le Sud-Est, jusqu'à la confluence du ruisseau Baillargeon (venant du Sud-Ouest) ;
- 1,8 km vers le Sud-Est, jusqu'à la confluence du ruisseau Forbes (venant du Sud) ;
- 3,5 km vers le Nord-Est, jusqu'à la confluence de La Petite Fourche (rivière York) (venant du Nord) ;
- 2,6 km vers l'Est, jusqu'à la confluence du ruisseau Fronsac (venant du Sud) ;
- 3,0 km vers l'Est, jusqu'à la confluence du ruisseau d'Argent (venant du Nord) ;
- 1,3 km vers l'Est, jusqu'à la limite du canton de York (du côté de la rive Sud de la rivière) ;
- 6,6 km vers l'Est, jusqu'à un pont routier ;
- 3,0 km vers l'Est, jusqu'à la confluence du ruisseau d'Argent (venant du Nord) ;
- 1,7 km vers le Sud-Est, jusqu'à la confluence du ruisseau du Moulin (venant du Sud-Ouest) ;
- 2,3 km vers le Sud-Est, jusqu'à la confluence de la rivière.

La confluence de la rivière York forme un delta se déversant dans la partie Ouest du bassin du Sud-Ouest qui se termine au pont de la "Pointe Janvier". Ce bassin se déverse dans le "havre de Gaspé" qui est contigüe à la Baie de Gaspé. Ce havre est protégé par la presqu'île de Penouille (s'avançant de la rive Nord) et la "Barre de Sandy Beach" s'avançant de la rive Sud.

## Toponymie
En usage depuis le milieu du XIXe siècle, le toponyme "rivière York" est associé au toponyme "canton de York" que traverse le cours de la rivière. Ces toponymes évoquent la ville du même nom, dans le Yorkshire, laquelle est située à peu près à mi-chemin entre Édimbourg et Londres, en Angleterre.
En Angleterre, la mot York est grandement en usage sur le plan toponymique. Cette dénomination fait surtout référence à une lignée royale qui débuta au XIVe siècle par Richard II duc d'York. Sur sa carte de 1632, Samuel de Champlain utilise "Rivière de Gaspey" pour désigner la rivière York actuelle. En 1914, le "Dictionnaire des rivières et des lacs de la province de Québec" désigne ce cours d'eau "rivière York".
Jadis, la présence des loyalistes dans le secteur, contribua à l'usage populaire du terme "York". Le toponyme "York" a été officialisé le 5 décembre 1968 à la Commission de toponymie du Québec.